# عبد الفتاح عسيري
عبد الفتاح عسيري (26 فبراير 1994 -)،لاعب خط وسط سعودي دولي، يلعب مع نادي ماريهامن الفنلندي. يبلغ وزنه 77kg

## حياته
كانت بداياته في درجة الناشئين في نادي حطين وانتقل إلى الاتحاد في مرحلة الناشئين وبعد انتهاء عقده مع الأتحاد وقع عقد مع النادي الأهلي يمتد لأربع سنوات في عام 2016 و بعد انتهاء عقده مع الأهلي وقع مع نادي النصر في صيف 2020 و احترف في نادي ماريهامن الفنلندي في عام 2023.

## روابط خارجية
- عبد الفتاح عسيري على موقع ناشيونال فوتبول تيمز (الإنجليزية)
- عبد الفتاح عسيري على موقع Soccerway.com (الإنجليزية)
- عبد الفتاح عسيري على موقع عالم كرة القدم.نت (الإنجليزية)